# Ritratto di giovane dama (Bartolomeo Veneto)
Il Ritratto di giovane dama è un dipinto di Bartolomeo Veneto. Eseguito nel primo decennio del cinquecento, è conservato nella National Gallery di Londra.

## Descrizione
Alcune differenze stilistiche rispetto ad altri ritratti del medesimo autore suggeriscono che possa trattarsi di un'opera giovanile; analogamente, lo stile dell'abito indossato, simile a quelli raffigurati in alcuni affreschi di Palazzo Costabili a Ferrara, rende plausibile una datazione ai primi anni del secolo, oltre che l'origine ferrarese del dipinto. Le perline indossate dalla donna recano gli emblemi della Passione di Cristo e su una di esse vi è l'iscrizione «SAP».